# Vlădeni, Ialomița
Vlădeni este o comună în județul Ialomița, Muntenia, România, formată numai din satul de reședință cu același nume.

## Așezare
Comuna se află în estul județului, pe malul stâng al brațului Borcea al Dunării și pe cel drept al Ialomiței. Este traversată de șoseaua națională DN3B, care leagă Feteștiul de Giurgeni (unde se termină în DN2A).

## Demografie
Componența etnică a comunei Vlădeni
     Români (93,64%)
     Alte etnii (6,36%)
Componența confesională a comunei Vlădeni
     Ortodocși (92,89%)
     Alte religii (0,27%)
     Necunoscută (6,84%)
Conform recensământului efectuat în 2021, populația comunei Vlădeni se ridică la 1.870 de locuitori, în scădere față de recensământul anterior din 2011, când fuseseră înregistrați 2.156 de locuitori. Majoritatea locuitorilor sunt români (93,64%). Din punct de vedere confesional, majoritatea locuitorilor sunt ortodocși (92,89%), iar pentru 6,84% nu se cunoaște apartenența confesională.

## Politică și administrație
Comuna Vlădeni este administrată de un primar și un consiliu local compus din 11 consilieri. Primarul, Marian Dinu[*], de la Partidul Social Democrat, este în funcție din 2016. Începând cu alegerile locale din 2024, consiliul local are următoarea componență pe partide politice:
|  | Partid                    | Consilieri | Componența Consiliului | Componența Consiliului | Componența Consiliului | Componența Consiliului | Componența Consiliului | Componența Consiliului | Componența Consiliului | Componența Consiliului | Componența Consiliului |
|  | ------------------------- | ---------- | ---------------------- | ---------------------- | ---------------------- | ---------------------- | ---------------------- | ---------------------- | ---------------------- | ---------------------- | ---------------------- |
|  | Partidul Social Democrat  | 9          |                        |                        |                        |                        |                        |                        |                        |                        |                        |
|  | Partidul Național Liberal | 2          |                        |                        |                        |                        |                        |                        |                        |                        |                        |

## Istorie
La sfârșitul secolului al XIX-lea, comuna făcea parte din plasa Ialomița-Balta a județului Ialomița și avea 984 de locuitori. În comună funcționau o școală mixtă și o biserică. Anuarul Socec din 1925 o consemnează în plasa Țăndărei din același județ, având o populație de 1302 locuitori.
În 1950, comuna a fost transferată raionului Fetești din regiunea Ialomița, apoi (după 1952) din regiunea Constanța și (după 1956) din regiunea București. În 1968, a revenit la județul Ialomița, reînființat.

## Monumente istorice

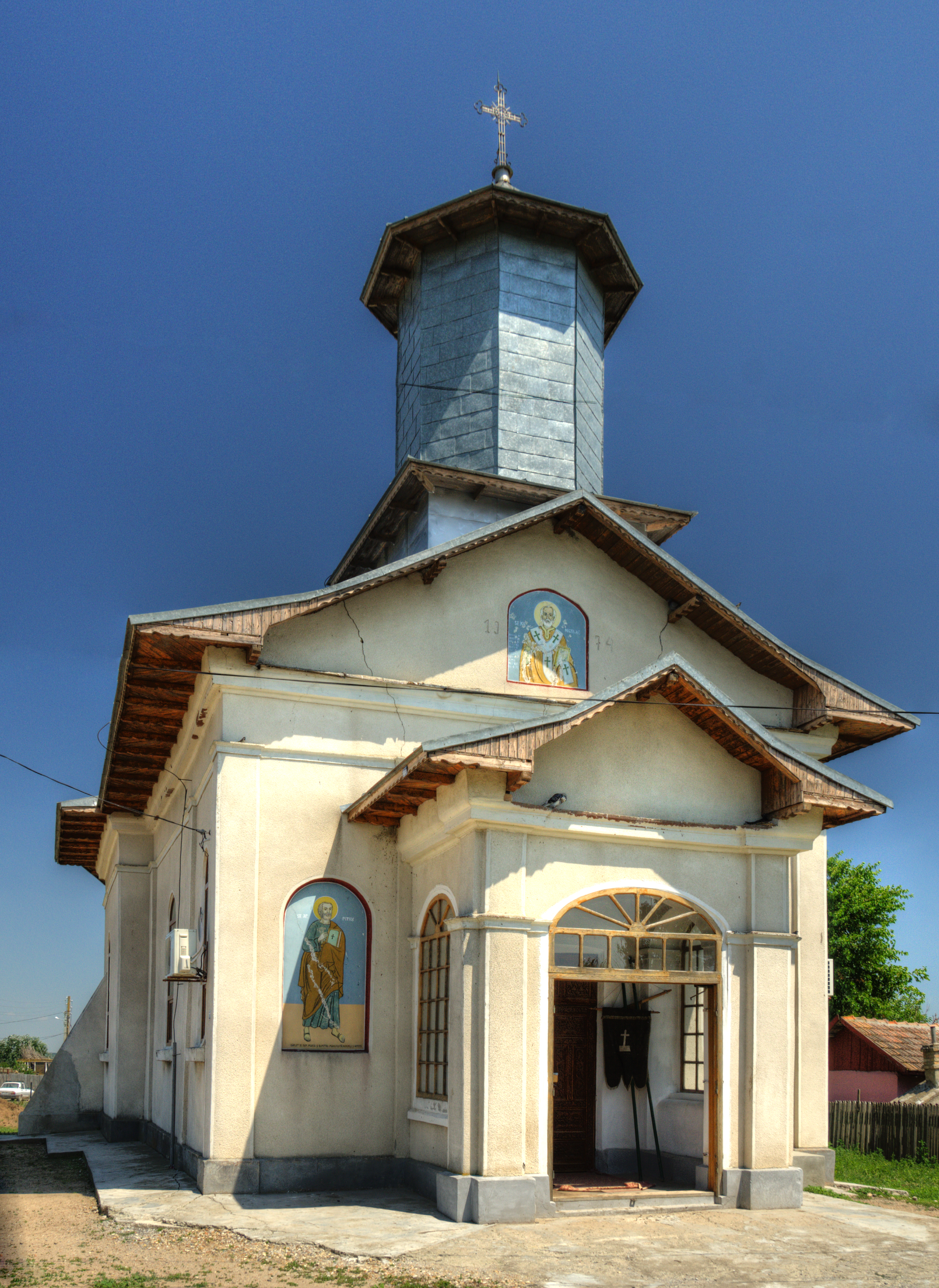
Biserica Sfîntu Nicolae din Vlădeni, monument istoric de interes local

Patru obiective din comuna Vlădeni sunt incluse în lista monumentelor istorice din județul Ialomița ca monumente de interes local. Trei dintre ele sunt clasificate drept situri arheologice — așezarea de pe „Coasta Belciugului”; așezarea „Ibirian” de pe Popina Lată, datând din secolele al X-lea–al VIII-lea î.e.n. și situl arheologic de pe popina Blagodeasca, cuprinzând o așezare neolitică, una din perioada Halstatt și o alta medievală, din secolele al XVI-lea–al XVIII-lea.
Un al patrulea obiectiv, biserica „Sfântul Nicolae” de pe strada Mare din Vlădeni, construită în 1856 de către comunitate la inițiativa egumenului Gavril, constituie un monument de arhitectură.

## Personalități născute aici
- Rică Răducanu (n. 1946), fotbalist.